# 食用果仁列表

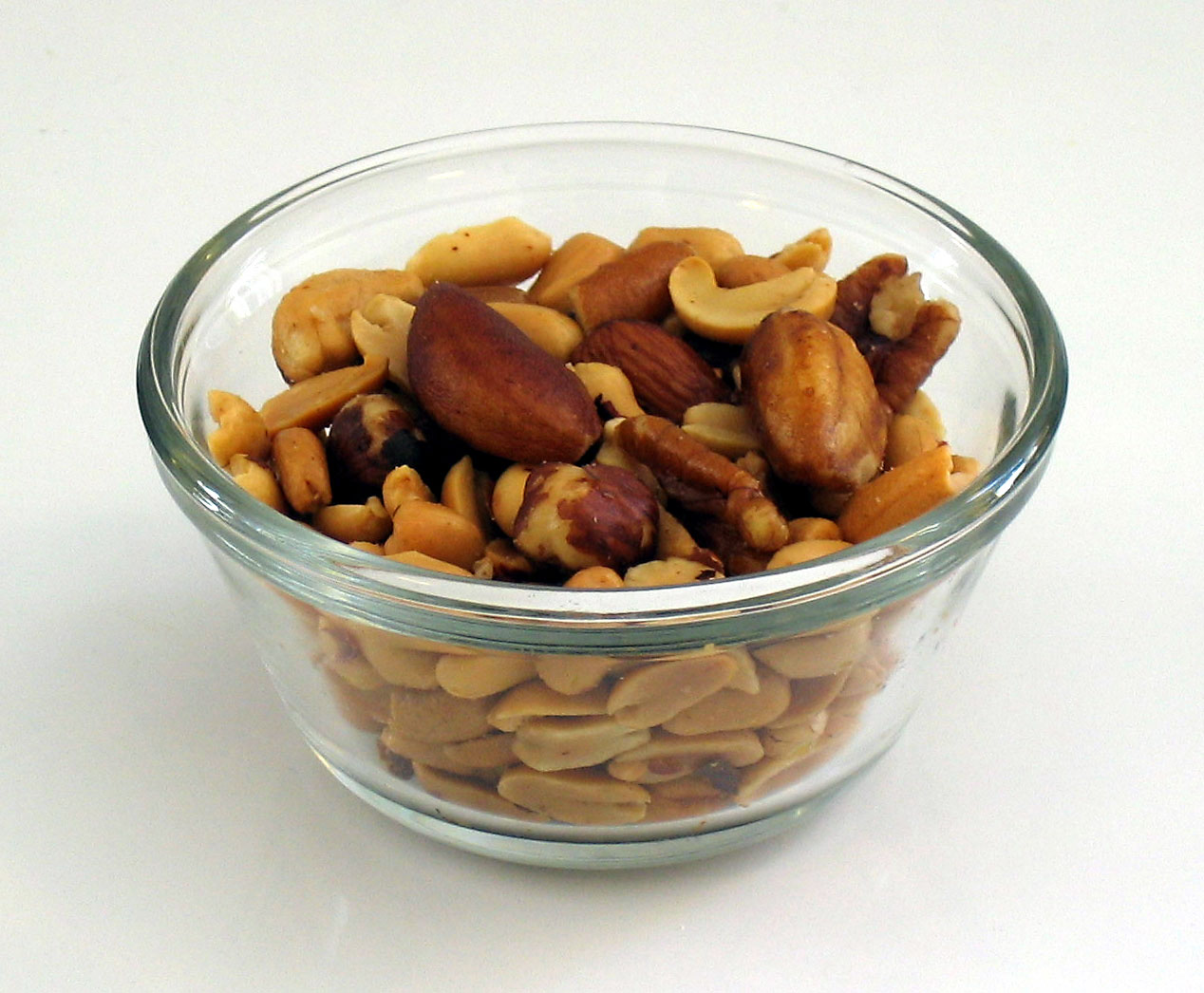
一小碗混合果仁

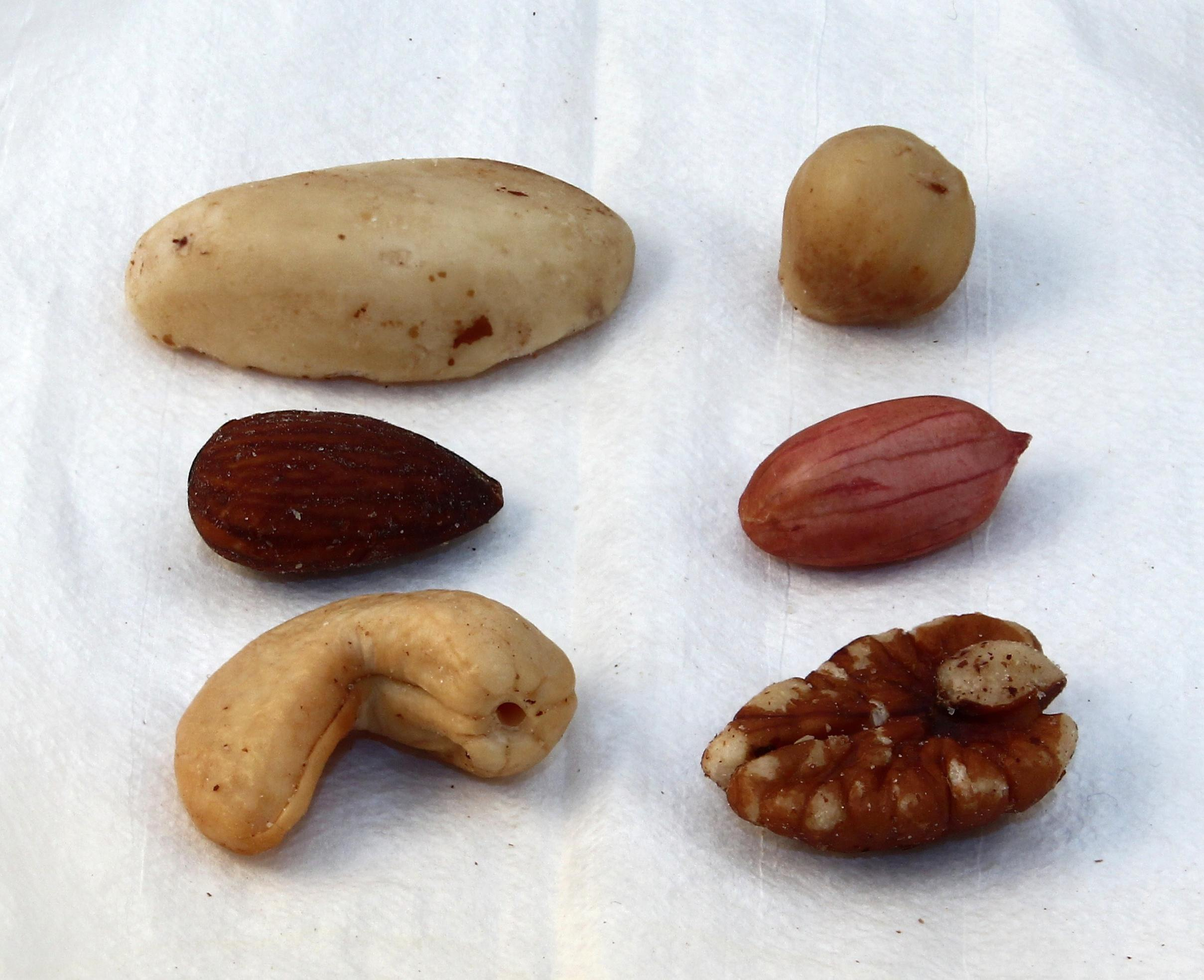
几种常见的果仁

食用果仁是指脱水后的水果或植物种子，其中大部分果仁的脂肪含量较高，当然也有例外。果仁有多种食用方式，包括但不限于烘焙、即食或者用于调味。除了坚果外，可以食用的水果或植物的种子同样被视为食用果仁。以下四种水果或种子可以视为食用果仁：
- 坚果：干燥、硬壳、未隔间的果实，成熟时果皮不会开裂释放种子（例如榛子）[2][3]
- 核果：植物种子被果核包裹，同时果核周围被果肉包裹（例如扁桃或核桃）[4]
- 裸子植物的种子：特点是胚珠裸露， 不為子房所包被（例如松子）
- 被子植物的种子：特点是种子有较为完整的保护构造（例如花生）

人类食用坚果的历史非常悠久。对于许多美洲原住民而言，包括橡子、美洲山毛榉等在内的各种坚果在数千年来一直是其淀粉和脂肪的主要摄取来源。除此之外，澳大利亚原住民在过去数个世纪也将各种坚果当作食物。很多自古以来就被人类所食用的坚果在进入现代社会后需求量急剧增加，花生就是其中的典型代表。根据植物学家乔治·华盛顿·卡弗的研究发现，种植花生可以改良棉花田的土壤，因此花生这种作物得以在美国大范围推广。

## 坚果
以下为可食用的坚果：

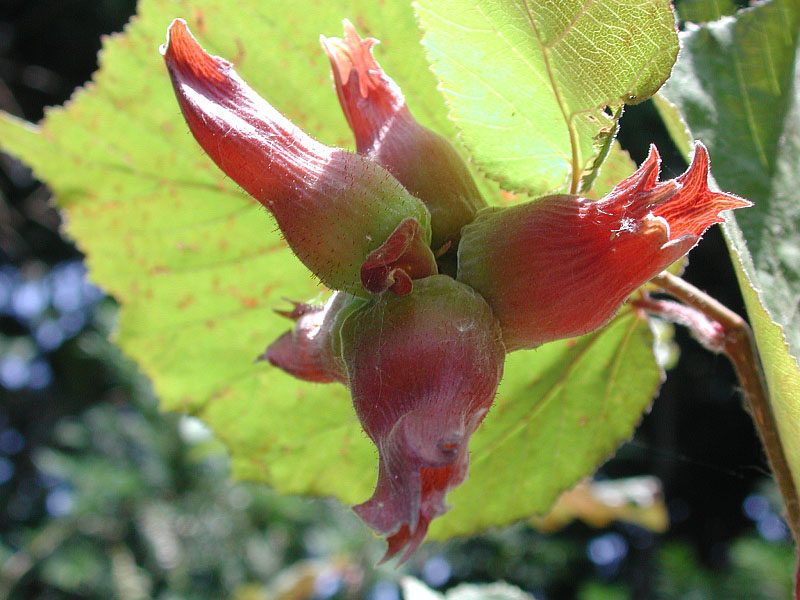
原产于欧洲与西亚的大果榛

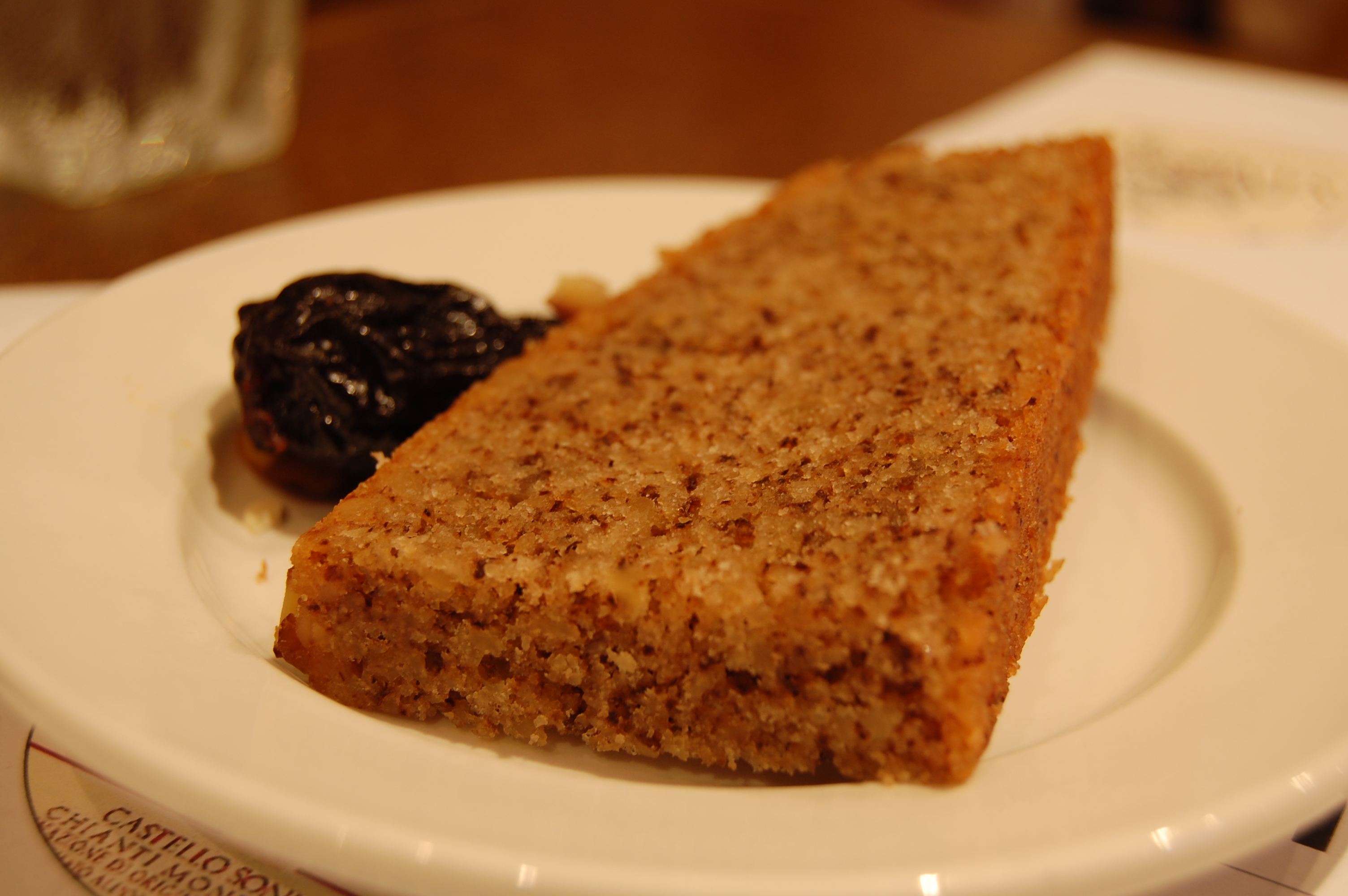
用栗子制成的栗子蛋糕

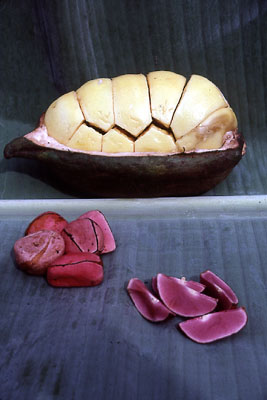
可乐果

- 榛子：自古以来便是美洲原住民的主食，可以用于面包烘焙或煮粥。[8]
- 山毛榉：
  - 美洲山毛榉：美洲原住民的食物，一些美洲原住民部落会直接去寻找由花栗鼠和鹿鼠收集的山毛榉坚果，从而直接获得已经分类并去壳的坚果。[9]
  - 欧洲山毛榉：虽然可以食用，但是主要用途为榨油和饲养牲畜，而非供人类直接食用。[10]
- 面包坚果：被古玛雅人用作动物饲料，不过在其他作物产量不足时也会直接食用。[11]
- 石栗：出现于许多东南亚美食中。[12]
- 栗子：
  - 中国板栗：中国历史悠久的食物。[13]
  - 甜栗：富含淀粉和糖，在欧洲和喜马拉雅山一带广泛种植。[14]
- 几内亚花生：可以煮或烤[15]，味道和花生类似，甚至还可以将烤过的种子磨成热饮。[16]
- 榛子：市面上大多数榛子为欧洲榛子，[17]可以用于制作果仁糖、能多益酱、力娇酒和许多其他食物。
  - 美洲榛子：由于耐寒性较强因而被广泛种植。[17]
  - 加州榛子：原产于美国。[18]
  - 欧榛：市面上最常见的榛子。[18]
  - 大果榛：经常在混合坚果中加入此类榛子。[18]
  - 除此之外还包括其他几种没有商业种植但可以食用的榛子。其中包括耐寒的西伯利亚榛子、生长在中国温暖地区的贵州鹅耳枥以及其他一些次要的榛属物种。[17]
- 约翰斯通河杏仁：澳大利亚北部原住民的珍贵食物。[19]
- 卡鲁卡树坚果：原产于巴布亚新几内亚。人工栽培种和野生种都可以生吃、烤制或煮熟，从而在其他食物供应不足的情况下可以用于保证粮食安全。[20]
  - 人工种植种：巴布亚新几内亚近一半的农村种植此树。[21]
  - 野生种：巴布亚新几内亚高海拔村庄的重要食物来源。[21]
- 可乐果：与南美洲的可可有关，是可乐的成分之一，也是该种饮料的命名由来。[22]
- 酒瓶树果实：原产于澳大利亚，被澳大利亚北方原住民视为重要的丛林食物。[23]
- 马拉巴栗：生吃味道和花生很像，烤熟后味道和腰果以及甜栗相似。[24]
- 蒙贡果：喀拉哈里沙漠住民布须曼人的主要蛋白质来源。[25]还可以用于提炼护肤精油。[26]
- 油棕果实：非洲辛巴人的重要应饥食品。[27]
- 玫瑰果：原产于澳大利亚东海岸。[28]脂肪含量低，钙和钾含量高，是重要的从林食物。经常和夏威夷果所混肴。
- 黄胡桃：原产于澳大利亚，是当地原住民的主食。[29]

## 核果种子
一些核果的种子是重要的可使用果仁。

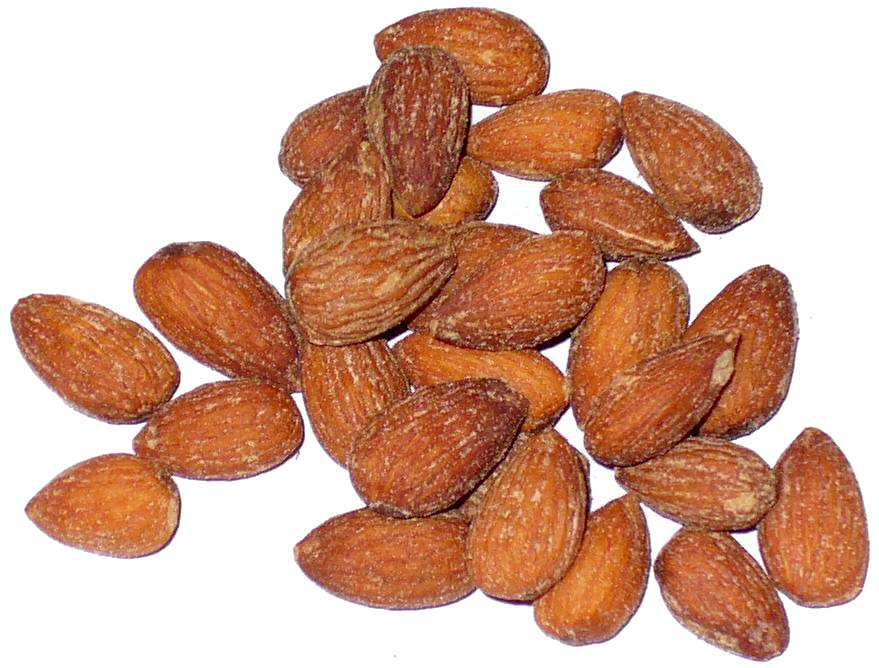
熏过的扁桃核

- 杏仁：作为一种食物有着悠久的历史以及重要的宗教、社会和文化意涵。[30]据推测，杏仁起源于中亚，是一种自然形成的杂交品种，在古代传就播到整个中东，然后传播到整个欧亚大陆。除此之外，杏仁和开心果还是《圣经》中唯二提到的两种坚果。[31]
- 杏核：杏组植物的核经常用于替代杏仁，在德式圣诞蛋糕中较为常见。
- 肉托果：昆士兰州东北部与北领地原住民的主要食物。[32]
- 巴鲁坚果：生活在巴西塞拉多非裔巴西人的食物来源，烤熟或煮熟后食用。
- 槟榔果：咀嚼食用，[33]还可以用于制作印式餐后甜点以及清新口气。[34]
- 娑罗树果实：生长于东南亚热带雨林，可以用来成产食用油。[35]
- 橄榄属：
  - 东印度橄榄：曾为美拉尼西亚重要的食物来源。[36]
  - 青橄榄：果核在经过加工后可以用于中国菜的烹饪。[37]
  - 菲律宾橄榄：顾名思义，原产于菲律宾，自古以来就是当地人的食物来源。[38]
- 腰果：生长于腰果梨下方，为腰果树的果实。[39]腰果原产于巴西东北部，在16世纪时被引入印度和东非，并且在是这些地方的重要经济作物。腰果在食用前必须经过烘烤（或蒸煮）以去除腐蚀性壳油。[40]
- 智利榛：原产于南美洲的一种常绿植物，外观和味道与榛子相似。[41]
- 椰子：世界性的食物，种子的肉质部分可食用，椰子油也可以用于烹饪。[42]
- 加蓬坚果：味道和榛子或栗子类似，可以生吃或烤熟后食用。[43]
- 山核桃：
  - 大芽山核桃：由于需要锤开果壳以食用果肉，因而得名（Mockernut一词中Mocker为荷兰语铁锤）。[44]
  - 长山核桃：是唯一一种原产于北美并实现商业化的坚果树。[45]山核桃可以作为休闲食品食用，还可以用作糕点烘焙和制作其他食品。
  - 糙皮山核桃：拥有130多个命名品种，是野生动物和美洲原住民重要的食物来源。[46]
  - 大叶山核桃：果实很甜，是最大的山核桃，也是野生动物重要的食物来源。[47]
- 假芒果属：原产于非洲
  - 灌木芒果：果核与果肉皆可食用，常用于西非美食烹饪中的汤品增稠。[48]
  - 非洲芒果：和灌木芒果类似，但果肉不可食用。[48]
- 菠蘿蜜种子：味道像栗子，脂肪含量较低。[49]
- 布迪椰子：果核和果肉皆可食用。
- 面包坚果：味道像栗子，脂肪含量较低。
- 熊猫油榄：原产于加蓬，食用方式和灌木芒果类似，也可以用于榨取食用油。[50]
- 油桃木：也称几内亚奶油果，可以榨取珍贵的食用油。[35]
- 开心果：原产于西亚，有上千年的栽培历史，[51]和杏仁一样，是圣经中唯二提到的坚果。[31]
- 核桃：
  - 黑核桃：原产于北美，风味独特，也很受野生动物的欢迎。[52]
  - 白核桃：原产于北美，曾被美洲原住民广泛当作食物。[53]
  - 普通核桃：大约在1770年被引入加利福尼亚。加利福尼亚州核桃种植面积现在占全美核桃种植面积的99%。[54]由于其独特的味道，它经常与沙拉、蔬菜、水果或甜点搭配使用。
  - 日本核桃：原产于日本，形状为独特的心形。[55]常用于糕点烘培，也可以用于代替普通核桃。

## 坚果状裸子植物种子

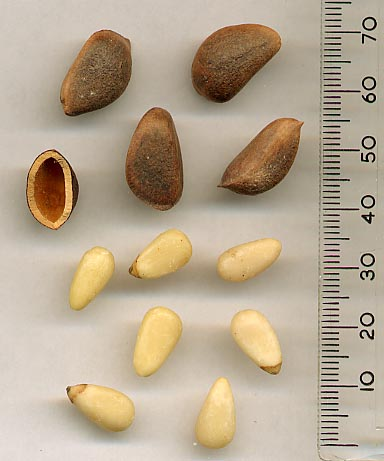
松子是一种典型的裸子植物种子

裸子植物的胚珠裸露， 不为子房所包被。以下所有植物除了银杏外均为常绿植物。
- 苏铁目：
  - 巴拉望坚果：悉尼周边澳大利亚原住民的重要淀粉来源。[56]
- 银杏：中式烹饪中常见的食材，富含淀粉，脂肪和蛋白质，低脂肪，但是维生素C含量较高。[57]
- 南洋杉属：
  - 大叶南洋杉：原产于澳大利亚昆士兰州，果实有核桃大小，富含淀粉。[58]
  - 智利南洋杉：坚果的大小大约为杏仁的两倍，富含淀粉。智利和阿根廷住民将其烤、煮、生吃或发酵。[58]
  - 巴西松：果实和松子类似，可食用。[59]
- 松子：松子可以烘培以及制作沙拉，还拥有制作香蒜酱等其他用途。
  - 西藏白皮松：分布于阿富汗以及中国的西藏等地，果实可以用于生食、烤制或用于生产糖果糕点。[60]
  - 科罗拉多松：作为食用坚果的需求量很大，平均年产量为454至900吨。[61]
  - 红松：原产于亚洲。[62]
  - 墨西哥松：原产于墨西哥和亚利桑那州，果实可以生吃、烤制或制成面粉。[63]
  - 单针松：生长在从墨西哥到爱达荷州的山脚地带，食用方式像其他松子一样，也可以磨成面粉后制成薄饼。[64]
  - 意大利石松：其松子是商业化程度最高的松子。[62]

## 坚果状被子植物种子
又称开花植物，其种子受保护程度较高。

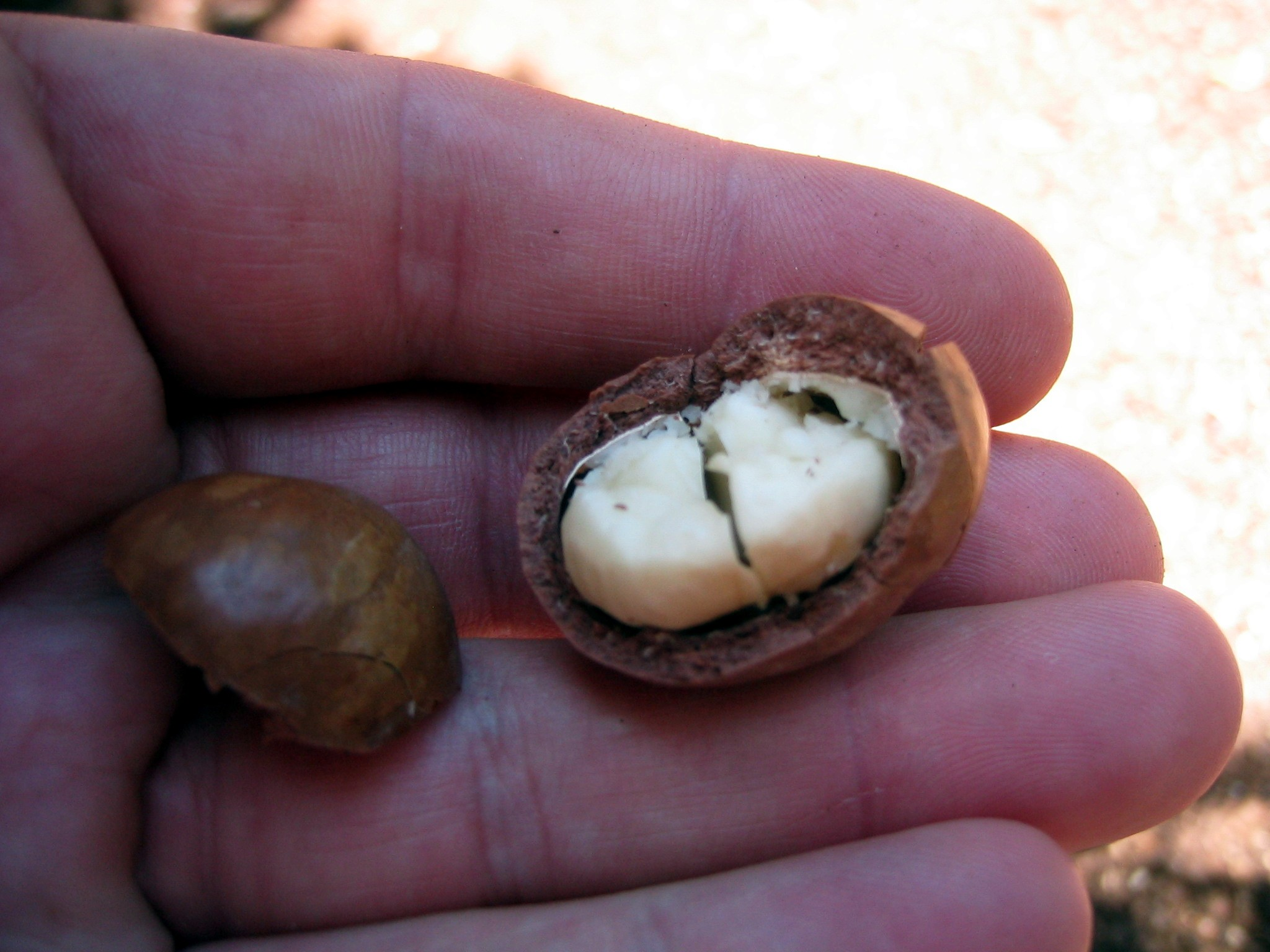
夏威夷果是被子植物的种子

- 巴西坚果：每年大约收获250,000–400,000棵树的果实，可以用于糖果制造和糕点烘培的高价值食用坚果。[65]
- 夏威夷果：目前主要产于夏威夷和澳大利亚，这两个地方的夏威夷果都原产于澳大利亚。夏威夷果是一种非常有价值的食用坚果，其中品相不好的坚果通常用于提取食用油。[35]
  - 四叶澳洲坚果：拥有坚硬的外壳，是已经实现商品化的品种。[66]
  - 昆士兰澳洲坚果：外壳光滑，同样实现了商品化。[66]
- 奶油坚果：原产于亚马逊热带雨林，受到当地土著部落的高度认可。[67]
- 花生：原产于南美洲，由于乔治·华盛顿·卡弗在20世纪初的研究成果，目前已经从一种小众农作物发展成为了全球性的商业作物。[7]
- 树花生：原产于澳大利亚，不同于花生。[68]
- 大豆：是东亚的原生种植物，重要的油料作物。[69]